# Wendessen

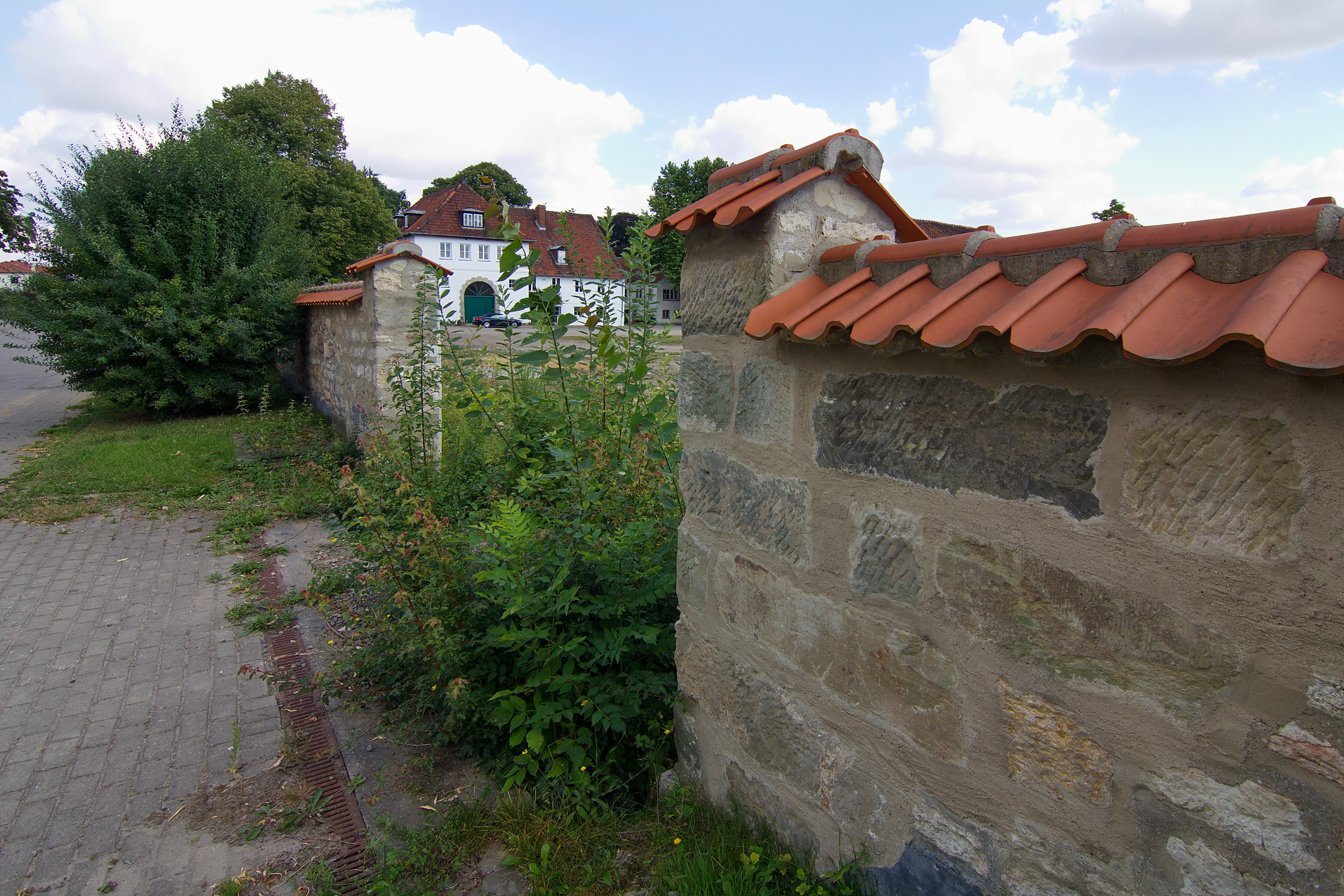
Rittergut

Wendessen ist ein Dorf im Landkreis Wolfenbüttel in Niedersachsen und heute ein Ortsteil der Kreisstadt Wolfenbüttel. Es liegt an der historischen Fernstraße Wolfenbüttel–Halberstadt, der heutigen Bundesstraße 79, die hier den Fluss Altenau überquert.

## Geschichte
Im Jahre 1170 wurde der Ort erstmals unter dem Namen Winethissem erwähnt. In der Zeit um 1200 bekam die Ortschaft den Namen Wenethesheim. Zudem gingen die Patronatsrechte an das Stift St. Blasii zu Braunschweig über, die sie als Geschenk vom Kaiser Otto IV. erhielten. 1358 wurde der Ort dann schließlich in Wendessen umbenannt.
In der folgenden Zeit wurde Wendessen mehrfach überfallen. So fielen die Braunschweiger 1493 und 1550 in Wendessen ein, während Truppen des Schmalkaldischen Bundes 1542 das Wendesser Pfarrhaus zerstörten. 1627 wurden Wendessen dann im Dreißigjährigen Krieg von dänischen Soldaten zerstört. Das Wendesser Gut, das heute der Stadt Wolfenbüttel gehört, wurde bereits 1660 erbaut und 1736 zum fürstlichen Kammergut ernannt. Bis 2001 gehörte es einem Zweig der Familie Seeliger, die es 1864 vom Amtsrat Müller gekauft hatte.
Seit 1843 führt die Bahnstrecke Wolfenbüttel–Oschersleben – seit 2007 nur noch bis Schöppenstedt – durch den Ort. Der Bahnhof Wendessen wurde 1982 im Passagierverkehr stillgelegt. Die Reaktivierung der Betriebsstation Wendessen wurde allerdings im März 2019 vertraglich festgelegt.
Im Jahre 1857 wurde eine Zuckerfabrik errichtet, die 100 Jahre später wieder geschlossen wurde.
Im Zuge des Zweiten Weltkrieges erlitt auch Wendessen einige Schäden. Der Luftangriff am 14. Januar 1944 zerstörte neben dem Rittergut und der aus dem 12. Jahrhundert stammenden Kirche auch zahlreiche Ställe und Wohnhäuser. Durch den Abwurf einer Bombe auf einen haltenden Zug wurden 36 Menschen getötet.
Am 1. März 1974 wurde Wendessen in die Kreisstadt Wolfenbüttel eingegliedert.

## Politik

### Ortsrat
Seit 2021 besteht der Ortsrat von Wendessen aus sieben statt bisher fünf Mitgliedern, da die Einwohnerzahl des Ortsteils zwischenzeitlich die Marke von 1000 überstiegen hat.
Der Ortsrat setzt sich seit der Kommunalwahl am 12. September 2021 wie folgt zusammen (Veränderungen zu 2016):
- CDU: 2 Sitze (±0)
- SPD: 2 Sitze (±0)
- FDP: 1 Sitz (±0)
- Grüne: 1 Sitz (+1)
- Einzelbewerber Klaus-Martin Jungkurth: 1 Sitz

### Ortsbürgermeister
Ortsbürgermeister ist Andreas Rink (SPD).

### Wappen
Auf dem Wendesser Wappen ist im unteren Teil ein grüner Weidenzaun zu sehen. Hinter diesem befindet sich ein rotes Kreuz. Der Zaun soll dabei auf die Landwirtschaft anspielen, die einst einen wichtigen Platz in der Gemeinde einnahm. Das rote Kreuz steht dabei als heraldisches Attribut des Schutzpatrons St. Georg. Auch der Name Wendessen spielt auf das Wappen an, er bedeutet Heim im Weidenzaun.

## Kultur und Sehenswürdigkeiten
- Die Wehrkirche St. Georg aus dem 12. Jahrhundert wurde 1944 fast vollständig zerstört, konnte jedoch durch großes privates Engagement wieder errichtet werden.[7]
- Das im Jahr 1660 gebaute Rittergut wurde 1736 fürstliches Kammergut. Nach wechselndem Besitz gehört das Gut heute der Stadt Wolfenbüttel.

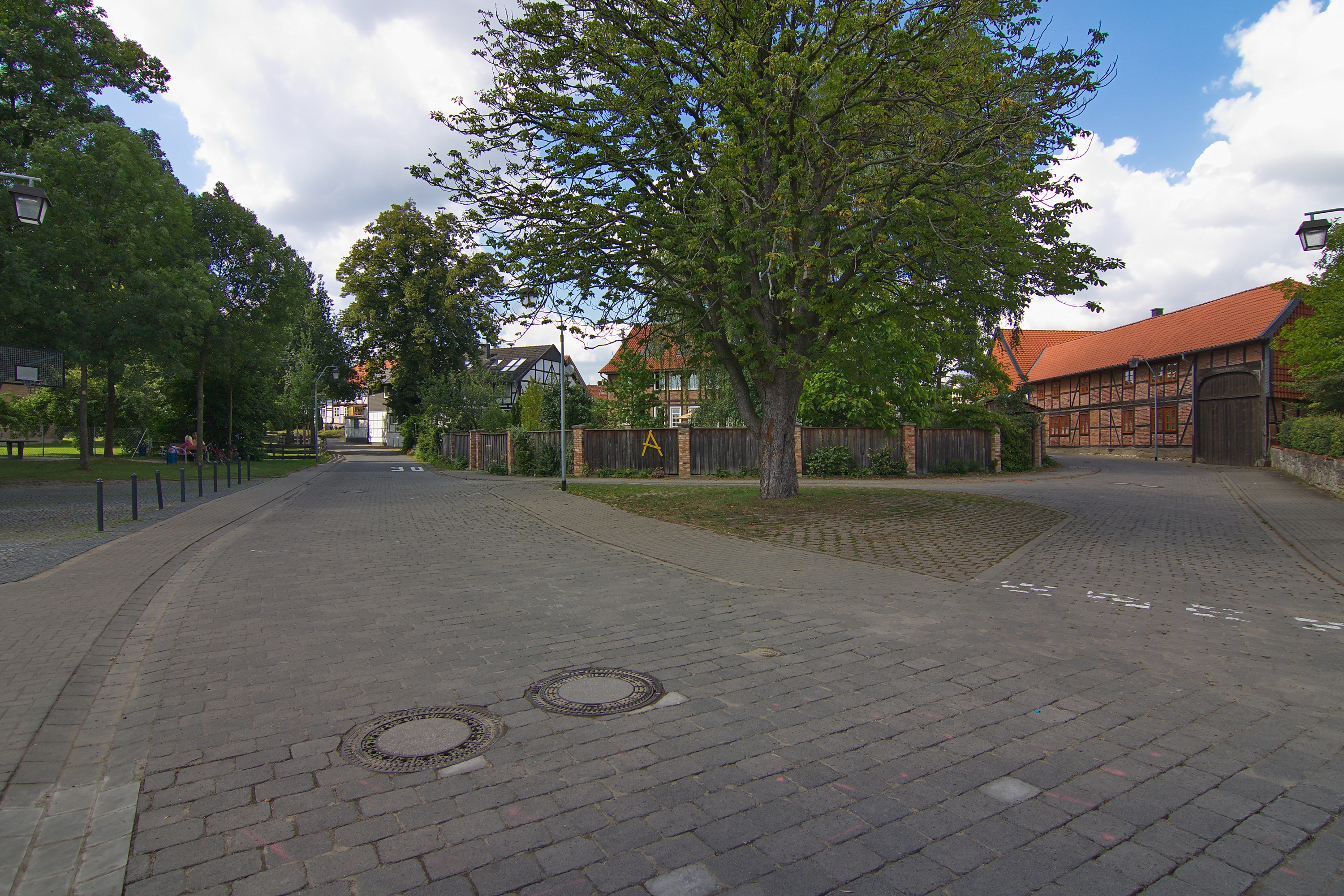
Ortsblick
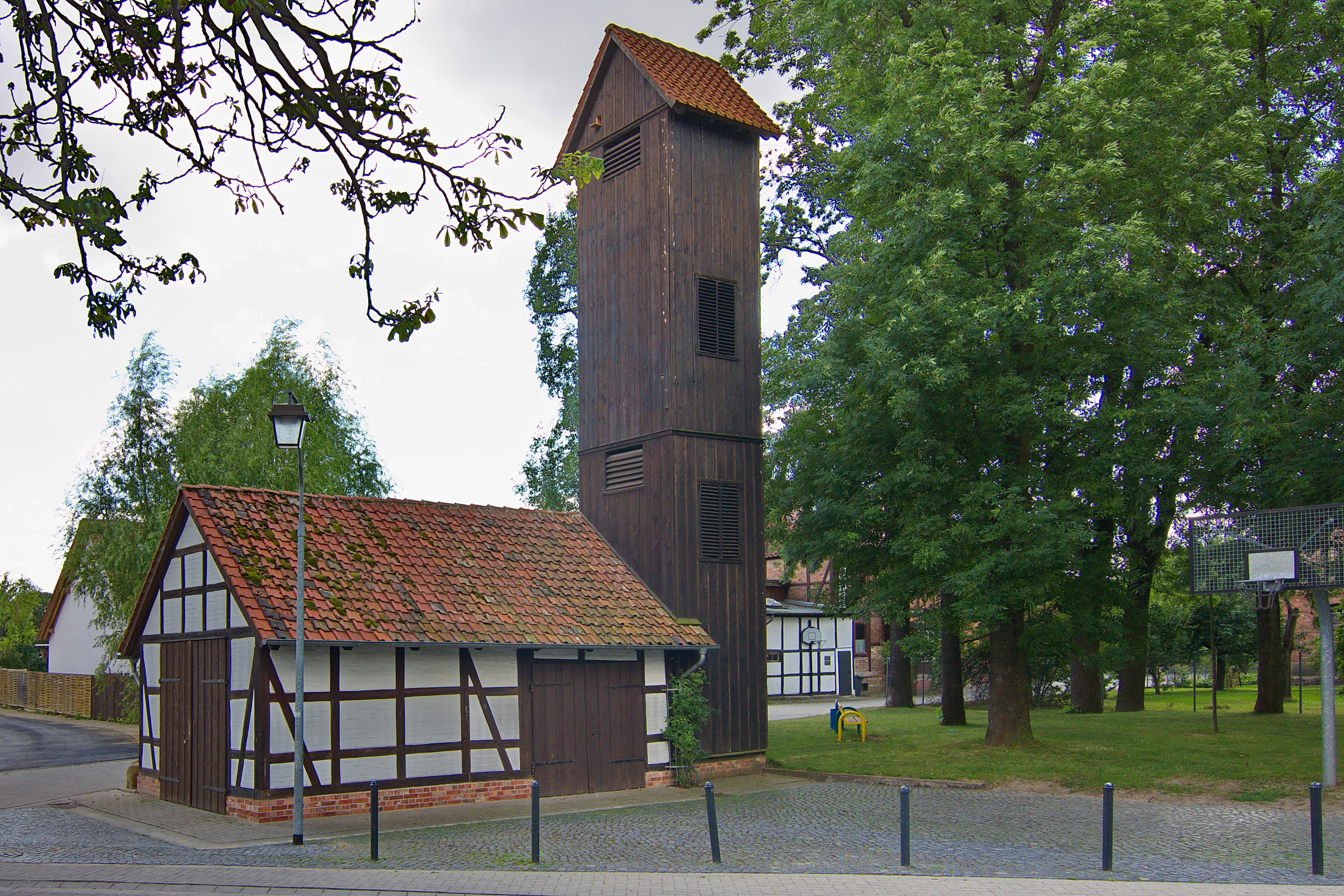
Ehem. Feuerwehrhaus („Altes Spritzenhaus“)
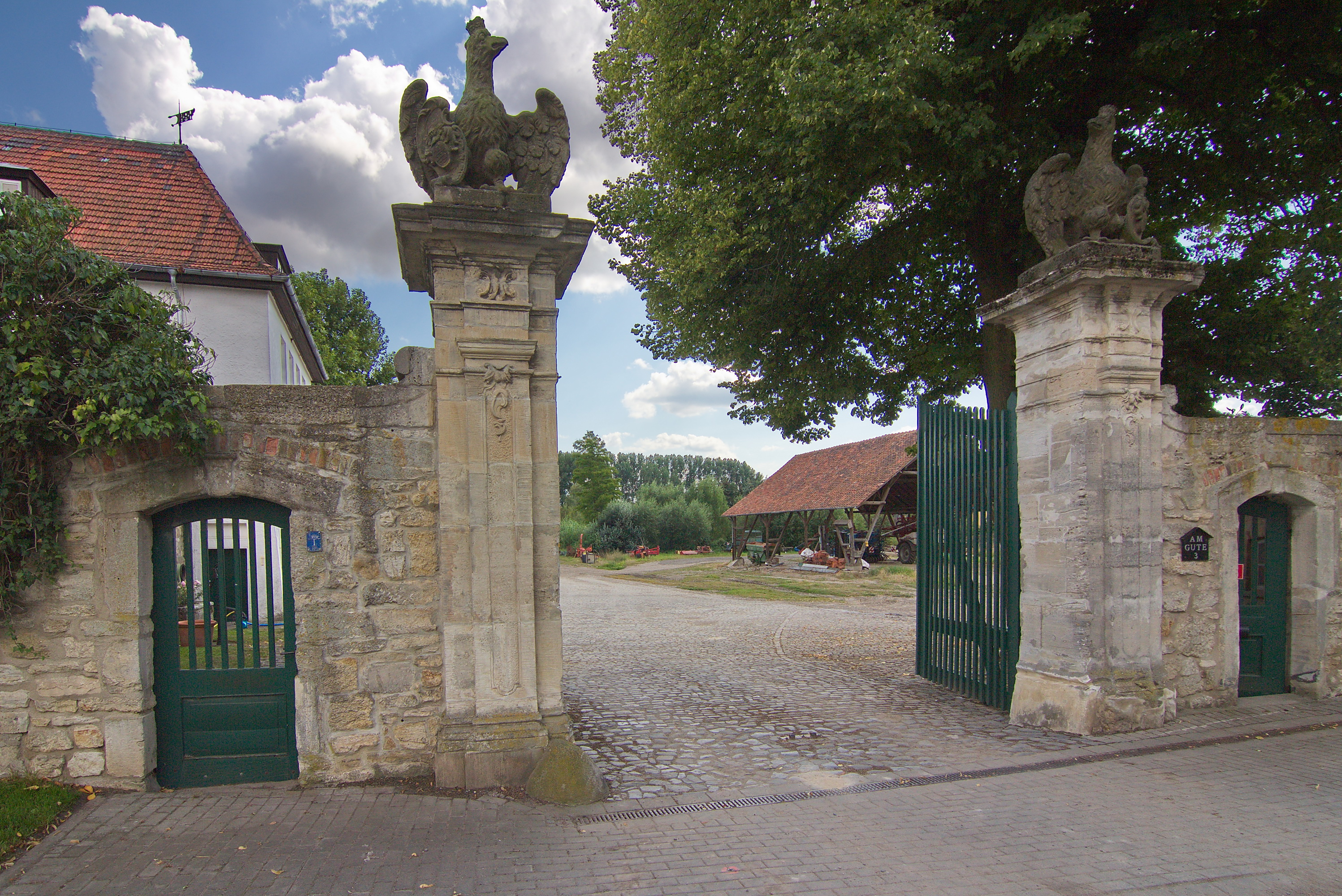
Rittergut
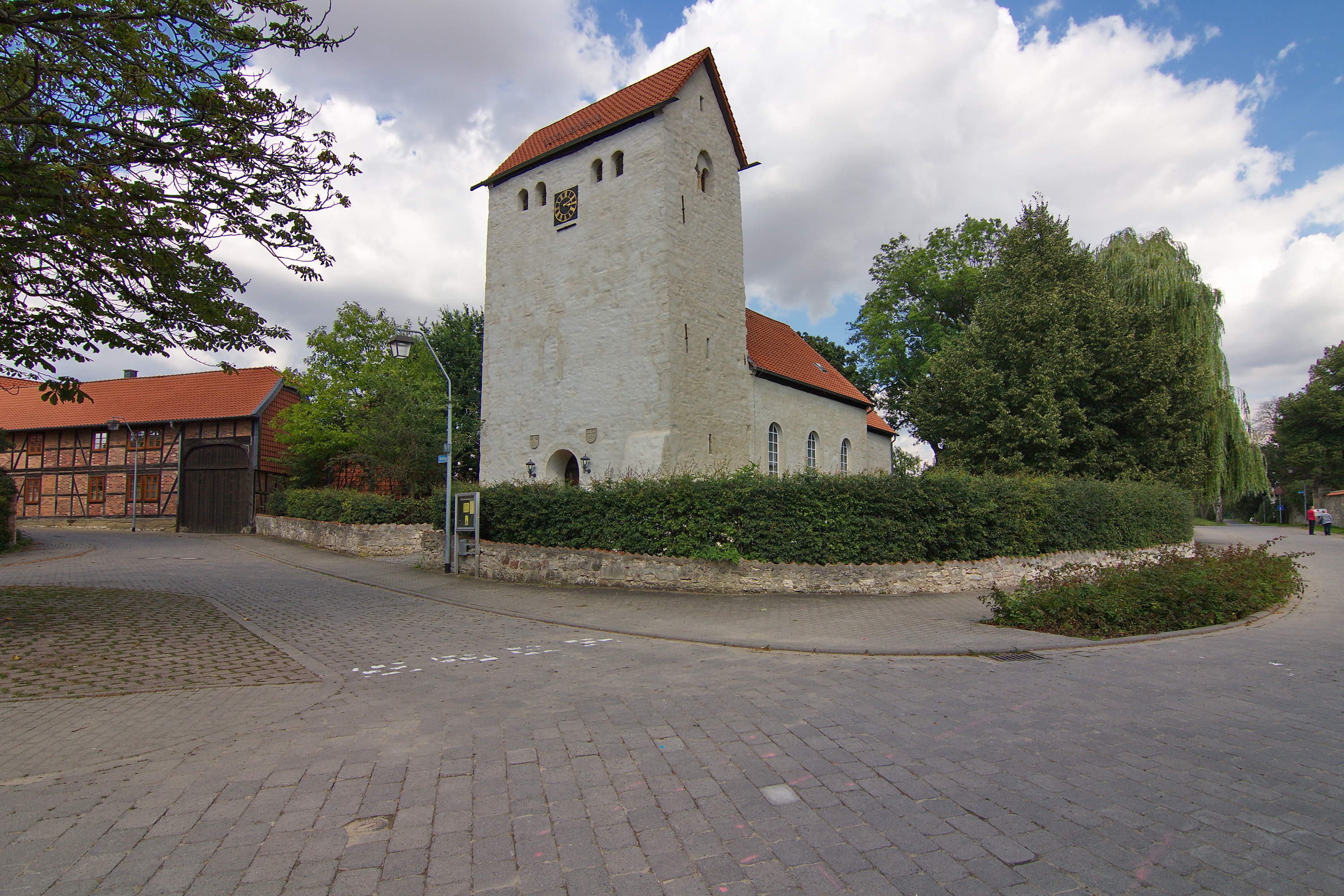
Wehrkirche St. Georg

## Persönlichkeiten
- Georg Pfeiffer (1890–1944), deutscher Offizier, geboren in Wendessen